# Rajzó Miklós
Rajzó Miklós (Győrszentmárton, 1865. január 6. – Debrecen, 1913. október 29.) magyar festőművész.

## Élete, művei
Rajzó József és Piros Anna fiaként született. Budapesten, Grazban, majd Münchenben tanult (utóbbi helyen Benczúr Gyula és Karl Raupp növendékeként). Roskoványi Ágoston nyitrai püspök hívására költözött haza, aki műtermet és szállást is biztosított neki oltárképek megrendelése mellett. Rajzó emellett arcképfestőként is ismert volt. 1890-ben Budapesten állította ki a Város életkép című festményét. Később a főváros mellett Szombathelyen és Debrecenben dolgozott. Debrecenben tanári állást is vállalt. Jelentős alkotása a József főherceg Őfensége látogatása a Hortobágyon. 